# ابتکار ضدتروریسم ماوراءصحرا
ابتکار ضدتروریسم ماوراءصحرا (انگلیسی: Trans-Saharan Counterterrorism Initiative; TSCTP)، برنامه‌ای بین‌المللی است که توسط دولت آمریکا اجرا می‌شود و ترکیبی از تلاش‌های آژانس‌های نظامی و غیرنظامی برای مبارزه با تروریسم در کشورهای ماوراءصحرا در آفریقا است. بخش نظامی TSCTI شامل تلاش‌های ایالات متحده آمریکا از جمله عملیات آزادی پایدار – ماوراءصحرا می‌باشد. هدف TSCTI مقابله با تأثیرات تروریستی در منطقه است و به دولت‌ها کمک می‌کند تا قلمرو خود را بهتر کنترل کرده و از ایجاد مناطق بزرگی از خاک سرزمین آفریقایی برای تبدیل شدن به یک پناهگاه امن برای گروه‌های تروریستی جلوگیری کنند.

## شکل‌گیری و اعضا
TSCTI به دنبال ابتکار پان ساحل (PSI)، که در سال ۲۰۰۲ با آموزش سربازان مالی، موریتانی، نیجر و چاد آغاز شد و عملیات را در دسامبر سال ۲۰۰۴ انجام داد، ایجاد شد.
اولین کشورهای شریک موجود در برنامه شامل الجزایر، چاد، مالی، موریتانی، مراکش، نیجر، سنگال، نیجریه و تونس بود.
عضویت فعلی شامل یازده کشور آفریقایی است: الجزایر، بورکینافاسو، لیبی، مراکش، تونس، چاد، مالی، موریتانی، نیجر، نیجریه و سنگال.

## هدف
هدف از این اتحاد، مبارزه با مناطق خطرناک نیست، بلکه آموزش‌های پیشگیرانه و تعامل با دولت‌ها برای جلوگیری از رشد سازمان‌های تروریستی در کشورهای شریک است.تمرین Flintlock 2005، یک تمرین نظامی مشترک که ابتدا در ژوئن ۲۰۰۵ برگزار شد، اولین نتیجه برنامه جدید بود.

## حمایت‌ها
کنگره ایالات متحده آمریکا در طول شش سال ۵۰۰ میلیون دلار برای TSCTI برای حمایت از کشورهای درگیر در مبارزه با تروریسم علیه تهدیدهای القاعده در کشورهای جمهوری آفریقای مرکزی تأیید کرد. در فوریه ۲۰۰۷، پرزیدنت جورج دبلیو بوش همچنین مجوز ایجاد یک فرماندهی جدید آفریقائی را که تا سپتامبر ۲۰۰۷ برقرار شد، تحت عنوان عملیات قاره آفریقا در آینده انجام خواهد شد.

## منتقدان
منتقدان این ابتکار، دربارهٔ میزان و حضور تروریسم اسلامی افراطی در منطقه و اقدامات و رفتار گذشته برخی از دولت‌های همکار سوالاتی را ایجاد کردند. همان دولت‌هایی که ممکن است از این برنامه برای به دست آوردن آموزش، تجهیز و تأمین منابع مالی برای کنترل مؤثر و سرکوب جنبش‌های مشروع و دموکراتیک در کشورهای عضو یا سوخت رساندن به جنگ بین کشورهای همسایه آفریقایی، سوء استفاده کرده باشند. سوالات مشابهی در مورد ابتکار پیش از TSCTI، نیز مطرح شد.

## انتقال به فرماندهی آفریقا
در اول اکتبر ۲۰۰۸ مسئولیت فوق از سوی فرماندهی مرکزی و فرماندهی اروپایی به فرماندهی آفریقا منتقل شد و این فرماندهی، کنترل جبهه آفریقایی عملیات را به دست گرفت.